# Konstanty Ildefons Gałczyński
Konstanty Ildefons Gałczyński, pseudonym Karakuliambro (23. ledna 1905 Varšava – 6. prosince 1953 tamtéž) byl polský básník, satirik a dramatik.

## Život
Narodil se v rodině železničáře, která byla na začátku 1. světové války evakuována do Moskvy. Zde navštěvoval polskou školu. Po návratu do Varšavy v roce 1918 studoval klasickou filologii a anglistiku na Varšavské univerzitě. Publikovat začal v roce 1923. Byl členem básnické skupiny Kvadryga. Psal pro časopisy a rozhlas. V letech 1931-1933 pracoval na polském konzulátu v Berlíně. V letech 1934-1936 žil ve Vilniusu. V roce 1936 se vrátil do Varšavy. V roce 1939 byl povolán do armády a zúčastnil se zářijové obranné války. Období druhé světové války strávil nejprve v ruském a později v německém zajateckém táboře. V letech 1945-1946 žil v Bruselu a Paříži, do Polska se vrátil v roce 1946 a usadil se v Krakově. V roce 1948 se přesunul do Štětína, kde společně s Helenou Kurcyusz a Jerzym Andrzejewským založil kulturní dům. V roce 1949 dostal infarkt a kvůli léčení se přestěhoval do Varšavy. Zemřel v roce 1953 na následky třetího infarktu.
Život Gałczyńského popsal Czesław Miłosz ve své knize Zotročený duch, která se (mimo jiné) zabývá příklonem některých polských spisovatelů ke stalinismu. V knize není Gałczyński označován svým jménem, ale pouze anonymně jako spisovatel Delta.

## Dílo
- 1929 Porfirion Osiełek czyli Klub Świętokradców (Porfirion Oslíček čili klub svatokrádežníků)
- 1930 Koniec świata (Konec světa) - poéma
- 1934 Ludowa zabawa - poéma
- 1946 Teatrzyk Zielona Gęś (Divadélko Zelená husa) - satirické dramatické miniatury
- 1946-1950 Listy z fiołkiem (Dopisy s fialkou) - satirické miniatury otiskované v časopisu Przekrój
- 1948 Zaczarowana dorożka (Začarovaná drožka) - sbírka básní
- 1949 Ślubne obrączki (Snubní prstýnky) - sbírka básní
- 1950 Wielkanoc Jana Sebastiana Bacha
- 1951 Niobe - poéma
- 1952 Wit Stwosz - poémaKonstanty a jeho manželka, spisovatelka Natalia Gałczyńska (1908–1976)
- 1952 Kronika olsztyńska

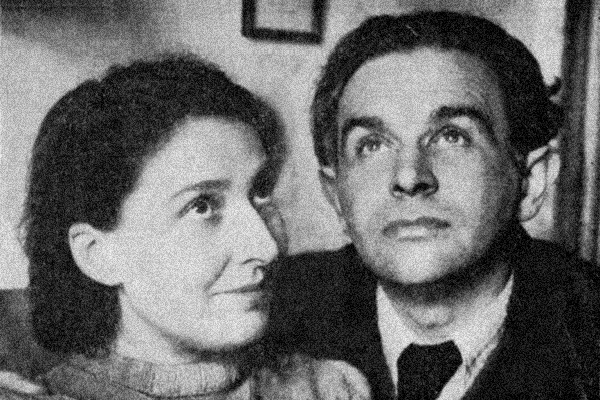
Konstanty a jeho manželka, spisovatelka Natalia Gałczyńska (1908–1976)

- 1954 Babcia i wnuczek, czyli noc cudów - fraška

Řada jeho básní byla zhudebněna, zpívali je například Marek Grechuta, Maryla Rodowicz a další. Grechutovu píseň Ocalić od zapomnienia (Uchránit od zapomnění) přebásnil a zpívá Vladimír Merta. Některá jeho díla z období po druhé světové válce byla napsána ve stylu socialistického realismu.
Překládal do polštiny díla Pabla Nerudy a Williama Shakespeara.

### Překlady do češtiny
- Divoké víno (Dzikie wino), výbor poesie, Praha : SNKLU, 1957
- Niobé (spolu s díly Neznámý strom Juliana Tuwima a Chopinova Mazurka Władysława Broniewského), Praha : Československý spisovatel, 1960
- Začarovaná drožka, překlad Jan Pilař, Praha : Československý spisovatel, 1963
- Noc zázraků (Babcia i wnuczek, czyli noc cudów), překlad Jan Pilař, Praha : Dilia, 1964

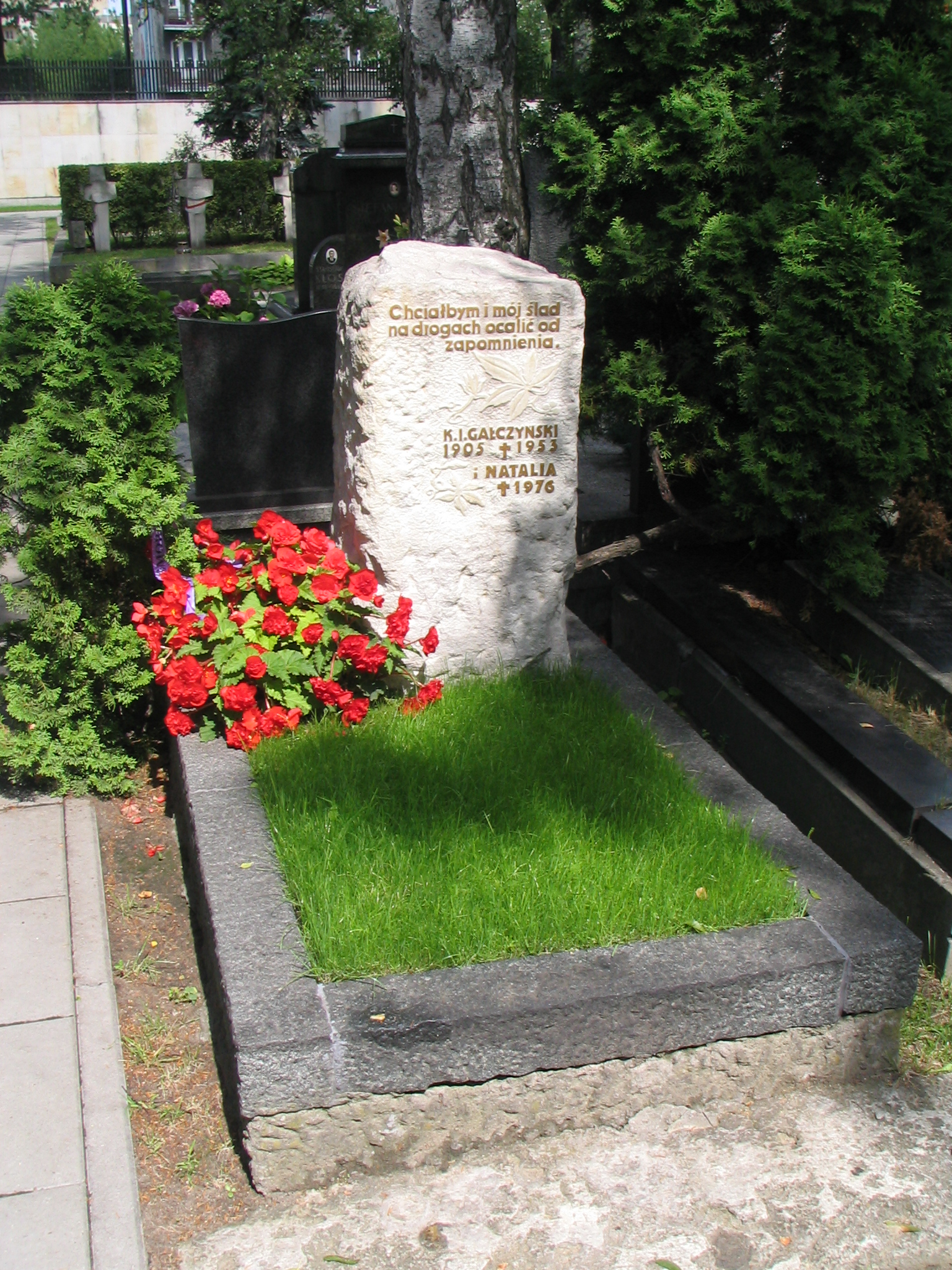
Hrob K. I. Gałczyńskiego ve Varšavě (Cmentarz Wojskowy na Powązkach)

- Hrob K. I. Gałczyńskiego ve Varšavě (Cmentarz Wojskowy na Powązkach)Zelená husa, výbor, překlad a doslov Jan Pilař, Praha : SNKLU, 1965